# Sotnîțke, Mirhorod
Sotnîțke (în ucraineană Сотницьке) este un sat în așezarea urbană Romodan din raionul Mirhorod, regiunea Poltava, Ucraina.

## Demografie
Componența lingvistică a localității Sotnîțke
     Ucraineană (100%)
Conform recensământului din 2001, toată populația localității Sotnîțke era vorbitoare de ucraineană (100%).